# Осећај кнедле у грлу
Осећај кнедле у грлу (ОКУГ) (globus hystericus, globus pharyngis)  је упоран, безболан осећај  пилуле, болуса хране или неке друге врсте опструкције у грлу којe реално нема. Гутање се обично обавља нормално, тако да осећај кнедле у грлу није прави случај дисфагије, али може постати прилично иритантно. Уобичајено се јавља код 22–45% људи  бар једном у животу.

## Етиологија
За сада нису откривени специфични етиолошки или физиолошки механизми ОКУГ. Неке студије показују да када се појаве симптоми, расте крикофарингеални притисак (у пределу горњег сфинктера једњака)   или је покретљивост хипофаринкса абнормална. 
ОКУГ може бити последица гастроезофагеалне рефлуксне болести (ГЕРБ). Прем неким истраживањима 23–68% људи који имају симптом осећаја кнедле у грлу такође имају ГЕРБ. Један од симптома ГЕРБ-а, као што је горушица, такође може довести до  осећаја кнедле у грлу.
Иако није повезан са факторима стреса или специфичним психијатријским поремећајем, ОКУГ може бити симптом одређеног расположења (нпр  туге, поноса); а неки пацијенти могу бити склони таквој реакцији посебно када се нека особа суздржава јаке емоције. Прем неким истраживањима из 2015. године откривено је да се код и до 96% људи симптом осећаја кнедле у грлу  погоршава  у време јаког емоционалног догађаја повезаног са анксиозношћу или у неким другим емоционалним стањима.
Нека друга медицинска стања која могу изазвати осећаја кнедле у грлу  укључују:
- крикофарингеални спазам, који је врста мишићног спазма који се дешава у грлу
- пушење дувана, може да изазове осећај кнедле у грлу, јер изазива надражај слузокоже дисајних путева или погоршава рефлукс желудачног садржаја,

- хијатус хернија, када се део ћелуца помера у грудни кош

- синуситиса, као последица запаљење синуса

- постназално капање, које се јавља када жлезде у грлу и носу непрестано производе слуз која се из задњег дела носа може сливати у грло,
- отечена штитна жлезда или струма
- умор, који може изазвати осећаја кнедле у грлу, када је особа уморна, обично на крају дана или након напорног и стресног дана.

- напрезање гласа, када током дугог периода говора или употребе гласа долази до напрезања мишића грла, укључујући крикофарингеус.
- карцином хипофаринкса, у веома ретким случајевима.

## Дијагноза
Права дисфагија, која подразумева структурни или моторички поремећај ждрела или једњака, најчешће се може доказати клинички: анамнезом, физикалним прегледом и допунским прегледима.

### Анамнеза
Симптоми ОКУГ се не погоршавају гутањем. Храна се не лепи у ждрелу, а чести оброци и пиће доводе до ублажавања симптома. Нема болова или губитка тежине. Хронични симптоми могу се појавити као део трајног осећаја туге или потиснуте патолошке туге и могу нестати плакањем.

### Физикални преглед
Палпација врата и дна уста и преглед орофаринкса (укључујући директну ларингоскопију) неће открити ништа значајно. Гутање и време гутања су нормални. 

### Допунски прегледи
Уколико дијагноза није јасна или лекар не може адекватно да види ждрело, потребно је урадити специфичне прегледе. Класична или видео езофагографија, рендгенски снимак грудног коша или манометрија једњака могу искључити друге поремећаје.

## Диференцијална дијагноза
Поремећаји који се могу погрешно повезати са  са ОКУГ су:
- крикофарингеалне мембране (горњи једњак), с
- симптоматски дифузни спазам једњака,
- гастроезофагеална рефлуксна болест (ГЕРБ),
- поремећаји скелетних мишића (нпр мијастенија гравис, дисторзивна миотонија, полимиозитис)
- формације које притискају медијастинум у једњак.

## Терапија
Лечење подразумева смирење пацијента и саосећање са њим. Ефикасност фармакотерапије није доказана.
Депресију, анксиозност или друге поремећаје понашања треба лечити у консултацији са психијатром. Повремени разговор са пацијентом о његовим симптомима и расположењу може бити од помоћи у превенцији болести.

## Превенција
Да би се избегла појава симптома ОКУГ могу се применити следеће превентивне мере:
- Водити рачуна о доброј хидратацији, избегавати превише кафе, алкохола и газираних или киселих пића.

- Зауставите чишћење грла кад год је то могуће  (попити гутљај воде уместо прочишћавања грла гутањем).

- Спрецити кад год је то могуће стресне ситуације или разговарајте са својим лекаром опште праксе о начинима да их решите.

- Престати са пушитњм ако тренутно пушите.

- Размотрите губитак телесне ежине ако је то потребно.